# 吳中 (正統進士)
吳中（1413年—？），字行準，四川眉州人，明朝政治人物。

## 生平
正統十年（1445年）乙丑科進士。天順間累官河南按察使。

## 家族
曾祖吳興文，祖吳則昭，父吳文政，母劉氏。